# گیونگ‌هوی گونگ

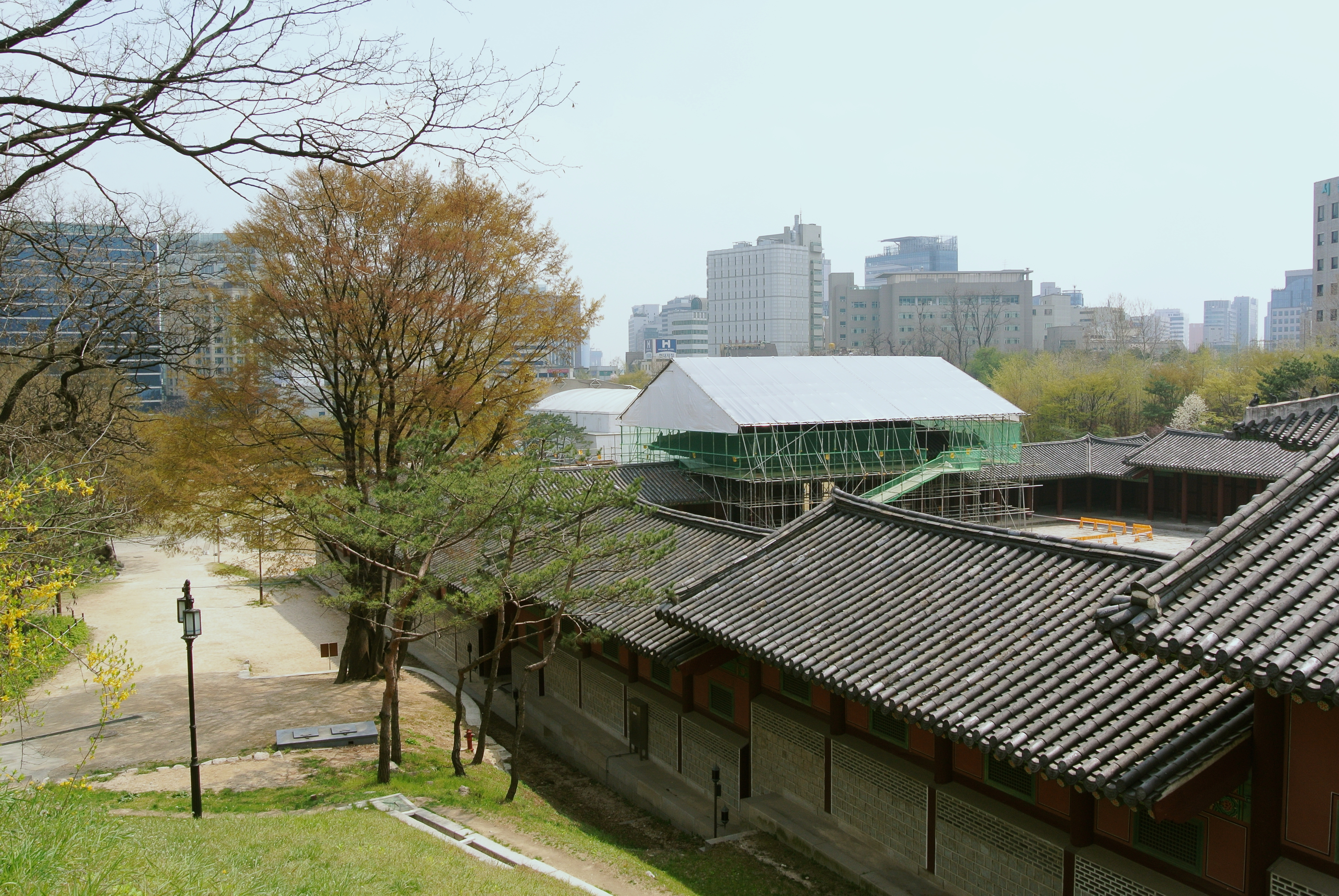
مرمت کاخ گیونگهی و نمای اطراف کاخ

کاخ گیونگهی (به انگلیسی: Gyeonghuigung، به معنای کاخ توازن آرام) ،کاخی است که در شهر سئول، پایتخت کره جنوبی واقع شده‌است. این کاخ یکی از «پنج کاخ بزرگ» است که دوران سلسله چوسان ساخته شده‌است.

## تاریخچه
کار ساخت این کاخ در سال ۱۶۱۷ میلادی (نهمین سال فرمانروایی پادشاه گوانگ‌هیگون) آغاز شد و در سال ۱۶۲۳ (پانزدهمین سال فرمانروایی پادشاه گوانگ‌هیگون) به پایان رسید. در اواخر سلسله چوسان، گیونگ‌هوی به عنوان کاخ ثانویه پادشاه مورد استفاده قرار می‌گرفت، و چون در غرب سئول واقع شده بود، به آن سائوگوول (کره‌ای:서궐، به معنای کاخ غربی) نیز گفته می‌شد. کاخ ثانویه کاخی است که معمولاً پادشاه در مواقع اضطراری به آنجا می‌رود.
از زمان پادشاه اینجو تا پادشاه چئولجونگ، حدود ده تن از پادشاهان سلسله چوسان در کاخ گیونگ‌هوی اقامت داشته‌اند. این کاخ با استفاده از جغرافیای مورب کوهستان اطراف ساخته شده و زیبایی‌ای سنتی در معماری‌اش و همچنین اهمیتی تاریخی دارد. زمانی این کاخ به قدری وسیع بود که به وسیله یک پل قوسی شکل به کاخ دئوک‌سو متصل می‌شد. از ساختمان‌های سونگ‌جئونگ جان و جاجونگ جون (자정전) برای مراسم مهمانی و ملاقات پادشاه با مقامات و از ساختمان‌های یونگ‌بوک جان و هه‌سانگ جان به عنوان خوابگاه استفاده می‌شد.
قسمت اعظم کاخ گیونگ‌هوی در اثر آتش‌سوزی‌هایی که در قرن نوزدهم و در زمان پادشاهی پادشاه سانجو و پادشاه گوجونگ رخ داد، از بین رفت.در دوران استعمار ژاپن بر کره، ژاپنی‌ها آنچه را که از این کاخ باقی مانده بود از بین بردند و به جای آن مدرسه‌ای برای شهروندان ژاپنی ساختند. دو سازه اصلی کاخ سابق - تالار تخت پادشاهی سونگ‌جئونگ جان و دروازه هونگ‌هوا مون - از محل‌های خود برداشته شده و به مناطق دیگری در شهر سئول فرستاده شدند. بازسازی این کاخ در دهه ۱۹۹۰ میلادی و به عنوان بخشی از ابتکار عمل دولت کره جنوبی برای بازسازی «پنج کاخ بزرگ» که توسط ژاپنی‌ها نابود شده بود، آغاز شد. با این حال، به دلیل گسترش مناطق شهری و دهه‌ها غفلت و بی‌توجهی، دولت کره جنوبی فقط توانست حدود ۳۳ درصد از کاخ سابق را بازسازی کند.

## وضعیت فعلی
این کاخ با شماره ۲۷۱ به عنوان یک اثر تاریخی به ثبت رسیده‌است.
امروزه در محوطه کاخ گیونگ هوی گونگ موزه تاریخ سئول و موزه هنر سئول قرار دارد. همچنین این کاخ در سال ۲۰۰۹ محل برگزاری نمایشگاه ترانسفورمر پرادا بود.